# Polaroid B.V.

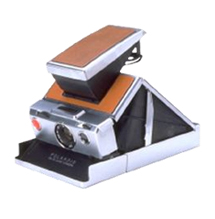
Polaroid sx 70

Polaroid B.V. (även känt som Polaroid) är ett företag från Nederländerna som är tillverkare av Polaroidfilm och Polaroidkameror.
Företaget grundades när Polaroid höll på att gå i konkurs och sålde alla sina fabriker. När Polaroid gick i konkurs 2008 grundades Polaroid B.V. av Florian Kaps, André Bosman och Marwan Saba med avsikten av att fortsätta produktionen av direktbildsfilm för Polaroidkameror. För att få lite hjälp köpte de även en fabrik och maskiner i staden Enschede i Nederländerna. Två år efter att de köpte maskinerna så släppte de sin första polaroidfilm och har producerat film sedan dess.
| Filmens namn                    | Typ        | ISO/ASA | Släppt         | Upphört     | Karaktär                                                                   |
| ------------------------------- | ---------- | ------- | -------------- | ----------- | -------------------------------------------------------------------------- |
| PX 100 Silver Shade First Flush | Svart-vitt | 150     | Februari 2010  | Okänt       | Första svart-vita filmen till Polaroid SX-70 kamerorna                     |
| PX 100 Silver Shade             | Svart-vitt | 150     | Mars 2010      | Okänt       | Andra generationen av film                                                 |
| PX 100 Silver Shade Cool        | Svart-vitt | 150     | September 2012 | Okänt       |                                                                            |
| PX 70 Color Shade First Flush   | Färg       | 125     | Juli 2010      | Okänt       | Första i färg                                                              |
| PX 70 Color Shade Push!         | Färg       | 100     | December 2010  | Okänt       | Har en kemikalisk reaktion som skiftar bilderna till en blå färg med tiden |
| PX 70 Color Shade               | Färg       | 125     | Juni 2011      | Okänt       |                                                                            |
| PX 70 Color Shade Cool          | Färg       | 125     | April 2012     | Okänt       |                                                                            |
| PX 70 Color Shade V4B Test Film | Färg       | 125     | Augusti 2012   | August 2012 | Introduktion av en Opacifier                                               |
| PX 70 Color Protection          | Färg       | 125     | Okänt          | Okänt       |                                                                            |
| Cyanotype for SX70              | Färg       | 100     | Okänt          | Okänt       | Cyan färgad                                                                |
| Color Film for SX70             | Färg       | 160     | Oktober 2013   |             |                                                                            |
| B&W Film For SX70               | Svart-vitt | 160     | April 2015     |             |                                                                            |

| Filmens namn                                          | Typ              | ISO/ASA | Släppt        | Upphört   | Karaktär                                                                                  |
| ----------------------------------------------------- | ---------------- | ------- | ------------- | --------- | ----------------------------------------------------------------------------------------- |
| PX 600 Silver Shade First Flush                       | Svart-vit        | 600     | Februari 2010 | Okänt     | Första svartvita Polaroid 600 filmen                                                      |
| PX 600 Silver Shade v05                               | Svart-vit        | 600     | Maj 2010      | Okänt     |                                                                                           |
| PX 600 Silver Shade v06                               | Svart-vit        | 600     | Juni 2010     | Okänt     |                                                                                           |
| PX 600 Silver Shade UV+                               | Svart-vit        | 600     | Juni 2010     | Okänt     | Förbättrade den svarta och vita tonen på bilden, fanns i svarta, gråa, vita och guldramar |
| PX 600 Silver Shade Cool                              | Svart-vit        | 600     | Juni 2010     | Okänt     |                                                                                           |
| PX 680 Color Shade Beta                               | Färg             | 680     | Okänt         | Okänt     |                                                                                           |
| PX 680 Color Shade Beta 2                             | Färg             | 680     | Okänt         | Okänt     |                                                                                           |
| PX 680 Color Shade First Flush                        | Färg             | 680     | Okänt         | Okänt     |                                                                                           |
| PX 680 Color Shade Cool                               | Färg             | 680     | Juni 2012     | Okänt     |                                                                                           |
| PX 680 Color Shade Block Party                        | Färg             | 680     | Okänt         | Okänt     |                                                                                           |
| PX 680 Color Shade V4B Test Film                      | Färg             | 600     | Juli 2012     | Juli 2012 |                                                                                           |
| PX 680 Color Protection                               | Färg             | 600     | Okänt         | Okänt     |                                                                                           |
| Ltd Edition Generation 2.0 Color 600 Film             | Färg             | 600     | Okänt         | Okänt     |                                                                                           |
| Cyanotype Film for 600                                | Färg             | 600     | Januari 2015  | Okänt     |                                                                                           |
| B&W Film for 600                                      | Svart-vit        | 640     | Mars 2015     |           |                                                                                           |
| Third Man Records Edition Black & Yellow Film for 600 | Svart och gul    | 600     | Okänt         | Okänt     | Svart ram, svart och gul film                                                             |
| Black & Red Duochrome for 600                         | Svart och röd    | 640     | Okänt         | Okänt     | Svart ram, svart och röd film                                                             |
| Black & Orange Duochrome for 600                      | Svart och orange | 640     | Okänt         | Okänt     | Svart ram, svart och orange film                                                          |
| Black & Pink Duochrome for 600                        | Svart och rosa   | 640     | Okänt         | Okänt     | Svart ram, svart och rosa film                                                            |
| Color Film for 600                                    | Färg             | 640     | Okänt         |           |                                                                                           |
| Duochrome Yellow 600 Film                             | Svart och gul    | 640     | Augusti 2020  |           | Svart ram, svart och gul film                                                             |
| Duochrome Black & Green 600 Film                      | Svart och grön   | 640     | Juni 2022     |           |                                                                                           |
| Reclaim Blue 600 Film                                 | Blå              | 640     | April 2023    | Slutsåld  | Samma som svart-vitt men till mestadels blå                                               |

| Filmens namn          | Typ        | ISO/ASA | Släppt         | Upphört      | Karaktär                                              |
| --------------------- | ---------- | ------- | -------------- | ------------ | ----------------------------------------------------- |
| B&W Film              | Svart-vitt | 600     | Oktober 2013   | Januari 2015 | Samma som Polaroid 600 svartvit film men utan batteri |
| Color Film            | Färg       | 600     | Oktober 2013   | Januari 2015 | Samma som Polaroid 600 färgfilm men utan batteri      |
| Color Film for i-Type | Färg       | 640     | September 2017 |              | Samma som Polaroid 600 färgfilm men utan batteri      |
| B&W Film for i-Type   | Svart-vitt | 640     | September 2017 |              | Samma som Polaroid 600 svartvit film men utan batteri |

| Filmens namn           | Typ  | ISO/ASA | Släppt       | Upphört | Karaktär                              |
| ---------------------- | ---- | ------- | ------------ | ------- | ------------------------------------- |
| Polaroid Go Color Film | Färg | 640     | Augusti 2021 |         | Fungerar bara med Polaroid Go kameran |

| Filmens namn             | Typ       | ISO/ASA | Släppt         | Upphört      | Karaktär                           |
| ------------------------ | --------- | ------- | -------------- | ------------ | ---------------------------------- |
| PZ 600 Silver Shade      | Sepia     | 600     | Okänt          | Okänt        |                                    |
| PZ 600 Silver Shade UV+  | Sepia     | 600     | December 2010  | Okänt        | Bättre svart och vit ton på bilden |
| PZ 600 UV+ Black Frame   | Sepia     | 600     | Okänt          | Okänt        |                                    |
| PZ 600 silver Shade Cool | Sepia     | 600     | Okänt          | Okänt        |                                    |
| PZ 680 Color Shade       | Färg      | 680     | Okänt          | Okänt        |                                    |
| PZ 680 Color Protection  | Färg      | 600     | December 2012  | Okänt        |                                    |
| Color Film Black Frame   | Färg      | 600     | Okänt          | Okänt        | Svart ram                          |
| B&W 2.0 Film Black Frame | Svart-vit | 600     | 2015           | Okänt        | Svart ram                          |
| Color Film               | Färg      | 640     | September 2017 | October 2019 |                                    |
| B&W Film for Spectra     | Svart-vit | 640     | September 2017 | October 2019 |                                    |

| Filmens namn          | Typ       | ISO/ASA | Släppt       | Upphört   | Karaktär            |
| --------------------- | --------- | ------- | ------------ | --------- | ------------------- |
| PQ Silver Shade       | Svart-vit | 640     | Augusti 2012 | sent 2013 |                     |
| PQ Silver Shade       | Svart-vit | 640     | Sent 2013    | Sent 2013 | Andra generationen  |
| B&W 8x10 Film         | Svart-vit | 640     | Juli 2014    | Okänt     | Tredje generationen |
| B&W 2.0 Film for 8x10 | Svart-vit | 640     | Okänt        | Slutsålt  |                     |
| Color Film for 8x10   | Färg      | 640     | Okänt        | Slutsålt  |                     |